# Perrine Laffont
Perrine Laffont (Lavelanet, 28 ottobre 1998) è una sciatrice freestyle francese specialista nelle gobbe, tre volte campionessa del mondo e campionessa olimpica ai Giochi di Pyeongchang 2018.

## Biografia
In Coppa del Mondo ha esordito il 4 gennaio 2014 a Calgary (20ª) e ha ottenuto la prima vittoria, nonché primo podio, il 27 febbraio 2016 a Tazawako.
In carriera ha partecipato a quattro edizioni dei Campionati mondiali, Kreischberg 2015 (13ª nelle gobbe, 6ª nelle gobbe in parallelo), Sierra Nevada 2017 (2ª nelle gobbe, 1ª nelle gobbe in parallelo), Park City 2019 (3ª nelle gobbe, 1ª nelle gobbe in parallelo) e Almaty 2021 (1ª nelle gobbe). Ha preso parte inoltre a due edizioni dei Giochi olimpici, dapprima a Soči 2014, occasione in cui si è classificata in quattordicesima posizione, e poi a Pyeongchang 2018, rassegna in cui si è laureata campionessa olimpica.

## Palmarès

### Olimpiadi
- 1 medaglia:
  - 1 oro (gobbe a Pyeongchang 2018)

### Mondiali
- 8 medaglie:
  - 6 ori (gobbe in parallelo a Sierra Nevada 2017; gobbe in parallelo a Park City 2019; gobbe a Almaty 2021; gobbe, gobbe in parallelo a Bakuriani 2023; gobbe a Engadina 2025)
  - 1 argento (gobbe a Sierra Nevada 2017)
  - 1 bronzo (gobbe a Park City 2019)

### Mondiali juniores
- 5 medaglie:
  - 3 ori (gobbe, gobbe in parallelo a Chiesa in Valmalenco 2015; gobbe ad Åre 2016)
  - 2 bronzi (gobbe in parallelo a Chiesa in Valmalenco 2013; gobbe a Chiesa in Valmalenco 2014)

### Coppa del Mondo
- Vincitrice della Coppa del Mondo di freestyle nel 2019 e nel 2020
- Vincitrice della Coppa del Mondo generale di gobbe nel 2018, nel 2019, nel 2020, nel 2021 e nel 2023
- Vincitrice della Coppa del Mondo di gobbe nel 2022
- Vincitrice della Coppa del Mondo di gobbe in parallelo nel 2023
- 67 podi:
  - 33 vittorie
  - 25 secondi posti
  - 9 terzi posti

#### Coppa del Mondo - vittorie
| Data             | Luogo                | Paese       | Disciplina |
| ---------------- | -------------------- | ----------- | ---------- |
| 27 febbraio 2016 | Tazawako             | Giappone    | MO         |
| 5 marzo 2016     | Mosca                | Russia      | DM         |
| 25 febbraio 2017 | Thaiwoo              | Cina        | MO         |
| 10 gennaio 2018  | Deer Valley          | Stati Uniti | MO         |
| 3 marzo 2018     | Tazawako             | Giappone    | MO         |
| 7 dicembre 2018  | Ruka                 | Finlandia   | MO         |
| 26 gennaio 2019  | Mont Tremblant       | Canada      | MO         |
| 23 febbraio 2019 | Tazawako             | Giappone    | MO         |
| 24 febbraio 2019 | Tazawako             | Giappone    | DM         |
| 7 dicembre 2019  | Ruka                 | Finlandia   | MO         |
| 14 dicembre 2019 | Thaiwoo              | Cina        | MO         |
| 15 dicembre 2019 | Thaiwoo              | Cina        | DM         |
| 25 gennaio 2020  | Mont Tremblant       | Canada      | MO         |
| 1º febbraio 2020 | Calgary              | Canada      | MO         |
| 6 febbraio 2020  | Deer Valley          | Stati Uniti | MO         |
| 22 febbraio 2020 | Tazawako             | Giappone    | MO         |
| 7 marzo 2020     | Krasnojarsk          | Russia      | MO         |
| 5 dicembre 2020  | Ruka                 | Finlandia   | MO         |
| 12 dicembre 2020 | Idre Fjäll           | Svezia      | MO         |
| 13 dicembre 2020 | Idre Fjäll           | Svezia      | DM         |
| 4 febbraio 2021  | Almaty               | Kazakistan  | MO         |
| 12 dicembre 2021 | Idre Fjäll           | Svezia      | DM         |
| 8 gennaio 2022   | Mont Tremblant       | Canada      | MO         |
| 13 gennaio 2022  | Deer Valley          | Stati Uniti | MO         |
| 18 marzo 2022    | Megève               | Francia     | MO         |
| 19 marzo 2022    | Megève               | Francia     | DM         |
| 4 febbraio 2023  | Deer Valley          | Stati Uniti | DM         |
| 11 febbraio 2023 | Chiesa in Valmalenco | Italia      | DM         |
| 17 marzo 2023    | Almaty               | Kazakistan  | MO         |
| 18 marzo 2023    | Almaty               | Kazakistan  | DM         |
| 30 novembre 2024 | Ruka                 | Finlandia   | MO         |
| 24 gennaio 2025  | Waterville Valley    | Stati Uniti | MO         |
| 25 gennaio 2025  | Waterville Valley    | Stati Uniti | DM         |

Legenda:

MO = Gobbe

DM = Gobbe in parallelo